# Coelho Neto (tiểu vùng)
Coelho Neto là một tiểu vùng thuộc bang Maranhão, Brasil. Tiều vùng này có diện tích 3607 km², dân số năm 2007 là 75072 người.